# Clover Park
Clover Park est un stade de baseball, d'une capacité de 8 160 places, situé dans la ville de Port Sainte-Lucie, dans l'État de Floride, aux États-Unis. Stade des entraînements de printemps de la franchise de ligue majeure des Mets de New York, il est également le domicile des Mets de Sainte-Lucie, club de niveau A évoluant en Ligue de l'État de Floride, et des Mets de la Côte du Golfe, club de niveau recrue évoluant en Ligue de la Côte du Golfe.

## Historique
Il a été construit en 1988.